# 洛克恩 (加利福尼亞州)
洛克恩（英語：Lokern）是位於美國加利福尼亞州克恩縣的一個非建制地區。該地的面積和人口皆未知。

## 地理
洛克恩的座標為35°24′00″N 119°32′45″W / 35.40000°N 119.54583°W，而該地的平均海拔高度為85米（即279英尺）。